# 水球女子オーストラリア代表
水球女子オーストラリア代表は、オーストラリア水球連盟により国際大会に派遣される女子水球のナショナルチームである。

## 主な国際大会成績
- オリンピック
  - 2000年 - 金メダル
  - 2004年 - 4位
  - 2008年 - 銅メダル

- 世界選手権
  - 1986年 - 1位
  - 1991年 - 5位
  - 1994年 - 6位
  - 1998年 - 3位
  - 2001年 - 5位
  - 2003年 - 7位
  - 2005年 - 6位
  - 2007年 - 2位